# 锡林公园站
锡林公园站（蒙古语：ᠰᠢᠯᠢ ᠶᠢᠨ ᠴᠡᠴᠡᠷᠯᠢᠭ）是呼和浩特地铁2号线的地铁车站，位于中华人民共和国内蒙古自治区呼和浩特市玉泉区昭君路街道锡林郭勒南路与规划路交叉口地下，2020年10月1日開通运营。
车站建设时期工程名为南八里庄站。

## 车站结构
锡林公园站位于锡林郭勒南路与规划路交叉口，锡林公园西侧，沿锡林郭勒南路呈南北向布置，长203米，标准段宽度19.7米，为地下两层岛式车站。
| 地面              | 出入口 | B-D出入口 |
| 地下一层          | 站厅   | 客服中心、自动售票机、验票机                                                                                      |
| 地下二层          | 站台层 | \| \| \| █ 2号线往塔利东路（五里营） \| \| 島式 · 開左邊车门 \| \| \| \| \| \| █ 2号线往阿尔山路（内大南校区） \| |
|                   |        | █ 2号线往塔利东路（五里营）                                                                                       |
| 島式 · 開左邊车门 |        | |
|                   |        | █ 2号线往阿尔山路（内大南校区）                                                                                   |

## 车站出口
锡林公园站共设3个出口，各出口及周围设施如下所示：
| 出口编号            | 照片 | 地点                 | 可到达目的地 |
| ------------------- | ---- | -------------------- | ------------ |
| B · 出口            |      | 锡林郭勒南路（东侧） | 锡林公园     |
| C · 出口            |      | 锡林郭勒南路（西侧） | 美通批发市场 |
| D · 出口 · （设有） |      | 锡林郭勒南路（西侧） | 美通批发市场 |
| 图例： 设有         |      |                      |              |

## 接驳交通

### 公交车
- 锡林公园：20路、26路、84路、208路

## 历史
- 2017年12月13日，车站主体结构封顶[4]。
- 2020年10月1日，本站随2号线通车一同开通[1]。